# P-O Edin
Per-Olof Edin, känd som P-O Edin, född 8 augusti 1940 i Älvsby församling i Norrbottens län, död 10 december 2021 i Brännkyrka distrikt i Stockholm, var en svensk ekonom som bland annat arbetade som LO:s chefsekonom.
Edin var son till Sven Edin och Helga, ogift Nilsson, och blev efter akademiska studier filosofie kandidat. Han var utredare vid pris- och kartellnämnden 1965–1972, utredningschef vid Metallindustriarbetarförbundet 1972–1979, LO-ekonom 1979–1982, sakkunnig och ansvarig för proposition om löntagarfonder vid Finansdepartementet 1982–1984 samt LO:s chefsekonom 1984–2000.
Han var styrelseordförande i Södertörns högskola 1998–2004, i AMS från 1999 och i Östersjöstiftelsen från 2000.
Edin fick ge namn åt Edingruppen, som vid mitten av 1990-talet var en grupp av ekonomer från arbetsmarknadens parter. Edingruppen var ett forum för konsultationer kring de svenska lönerörelserna och löneökningsutrymmet.
Efter pensioneringen från LO ägnade sig Edin bland annat åt rådgivning om ekonomiska placeringar för ideella organisationer. Han var också placeringsdirektör i Östersjöstiftelsen.
Edin tilldelades 1999 professors namn. Edin var ledamot av Kungliga Ingenjörsvetenskapsakademien från 1991. Han är begravd på Brännkyrka kyrkogård.